# Pabellón Pilar Fernández Valderrama
El pabellón Pilar Fernández Valderrama es un centro deportivo ubicado en Valladolid, España y construido en 2007, concretamente en la zona residencial de Parque Alameda.
Desde su creación se ha convertido en el pabellón del equipo BSR Valladolid. Se trata del primer pabellón construido cumpliendo las normas arquitectónicas que exige el baloncesto en silla de ruedas.
El nombre del pabellón es un homenaje a la atleta vallisoletana Pilar Fernández Valderrama.

## Características
- Pista central de madera con unas dimensiones de 1132 m².
- Grada con capacidad para 1545 personas.
- Gimnasio de 377 m².
- Aparcamiento con capacidad para 75 coches y un autocar.
- Dos pistas de tenis.
- Dos pistas de pádel.[2]

## Accesos al Estadio

### Autobús urbano
Proporcionados por AUVASA (autobuses urbanos de valladolid)
| Línea | Trayecto                                             | Frecuencia | Parada más cercana                                              |
| ----- | ---------------------------------------------------- | --- | --------------------------------------------------------------- |
| 1     | Barrio España - Covaresa                             | Laborables: 9-12 minutos. Sábados: 12-14 minutos. Festivos: 15-17 minutos.                                         | Parada nº 1.044 - Paseo de Zorrilla 364. esquina Vinos de Rueda |
| 18    | La Cistérniga - Puente Duero (por Páramo San Isidro) | Todos los días: 60 minutos - Servicio a Puente Duero solo laborables y sábados, el resto finaliza en Plaza España. | Parada nº 1.066 - Cañada Real 144, esquina Vega de Valdetronco  |
| 19    | La Cistérniga - Puente Duero (por Hosp. Río Hortega) | Todos los días: 60 minutos.                                                                                        | Parada nº 1.066 - Cañada Real 144, esquina Vega de Valdetronco  |

## Comunicaciones
| Servicio        | Servicio               | Estación                              | Distancia al estadio |
| --------------- | ---------------------- | ------------------------------------- | -------------------- |
| Autobús         | Autobús                | Estación de autobuses de Valladolid   | 3,6 km.              |
| Renfe Operadora | Tren (Renfe Operadora) | Estación de Valladolid-Campo Grande   | 4,1 km.              |
| Aeropuerto      | Avión                  | Aeropuerto de Valladolid (Villanubla) | 16,6 km.             |
| Taxi            | Taxi                   | Camino Viejo de Simancas, 13          | 1,7 km.              |